# Tenacit
Tenacit oder Tenazit (von franz. für Hartnäckigkeit) ist ein Kunststoff. Es handelt sich dabei um eine Pressmasse ohne Gummi für elektrische Isolierzwecke. Sie fand hauptsächlich in den 1920er und zu Beginn der 1930er Jahre Anwendung bei der Herstellung von Radiogehäusen und von Griffen für Taschenlampen. Das Kunststoffmaterial wurde von der AEG erfunden und verarbeitet. Heute ist dieses Material nicht mehr im Gebrauch und daher der Begriff in Vergessenheit geraten.